# Hans Richter (Politiker)

Hans Richter

Hans Richter (* 26. Januar 1905 in Finsterwalde; † 31. Januar 1962 in Hamburg-Bergedorf) war ein deutscher Journalist und Politiker (NSDAP).

## Leben
Nach dem Besuch der Realschule nahm Richter eine kaufmännische Lehre auf. Danach wurde er als Schriftsteller und Journalist tätig. Zum 7. April 1927 trat er der NSDAP bei (Mitgliedsnummer 59.281). 1929 wurde er Bezirksamtsleiter der Partei in den Kreisen Luckau und Calau. Diese Funktion nahm er bis Ende 1931 wahr. 1932 wurde er in den Preußischen Landtag gewählt, dem er bis zu dessen Auflösung 1933 angehörte. Im Landtag war er Geschäftsführer der NSDAP-Fraktion. 1932 wurde er Gauamtsleiter, 1933 Gauschulamtsleiter vom Gau Kurmark und 1935 Preußischer Provinzialrat. 1936 wurde Hans Richter in den nationalsozialistischen Reichstag bestellt. Er lebte in Hohenlychen und arbeitete für den Märkischen Adler und verschiedene andere Zeitungen.